# 马克·施奈德
马克·施奈德（英語：Marc Schneider，1973年4月28日—），美国男子赛艇运动员。他曾代表美国参加1996年和2000年夏季奥林匹克运动会赛艇比赛，其中1996年夏季奥运会获得一枚铜牌。